# Конюхи (Тернопольская область)
Конюхи (укр. Конюхи) — село в Козовской поселковой общине Тернопольского района Тернопольской области Украины.
До 2020 года входило в Козовский район.
Код КОАТУУ — 6123084801. Население по переписи 2001 года составляло 2600 человек.

## Географическое положение
Село Конюхи находится на берегу реки Конюхи,
выше по течению на расстоянии в 1 км расположено село Августовка,
ниже по течению на расстоянии в 1,5 км расположено село Бышки.

## История
- 1462 год — дата основания.

## Объекты социальной сферы
- Школа.
- Школа I—II ст.
- Клуб.

## Достопримечательности
- Братская могила советских воинов.